# Cladocolea racemosa
Cladocolea racemosa är en tvåhjärtbladig växtart som beskrevs av J. Kuijt. Cladocolea racemosa ingår i släktet Cladocolea och familjen Loranthaceae. Inga underarter finns listade i Catalogue of Life.